# آسیایی‌های خرپول
آسیایی‌های خرپول (انگلیسی: Crazy Rich Asians) یک فیلم آمریکایی عاشقانه، کمدی-درام بر اساس رمانی به همین نام اثر کوین کوان است که در سال ۲۰۱۸ به نمایش درآمد. این فیلم توسط نینا جاکوبسن و برد سیمپسن تولید شده و جان ام. چو آن را کارگردانی کرده‌است. هنرپیشه‌های فیلم کنستانس وو، هنری گلدینگ، جما چان، لیسا لو، آکوافینا،  کن جیونگ و میشل یئو هستند.
این فیلم در ۱۵ اوت ۲۰۱۸ توسط کمپانی برادران وارنر در ایالات متحده منتشر شد.
در ۲۵ سال گذشته، این اولین فیلمی است که تمام بازیگرانش آسیایی هستند. پس از فیلم باشگاه جوی لاک در سال ۱۹۹۳ این اولین فیلم یک استودیو اصلی هالیوودی است که غالب نقش‌های برجسته و اصلی را آسیایی-آمریکایی‌ها برعهده دارند. از این بابت این فیلم نقطه عطف مهمی برای هالیوود به‌شمار می‌آید.

## داستان
آسیایی‌های خرپول در مورد آسیایی‌های خیلی پولدار است که داستان یک زن جوان آمریکایی آسیایی‌تبار را به تصویر می‌کشد که برای دیدار با خانوادهٔ دوست پسر خود سفر می‌کند و درمی‌یابد آن‌ها از ثروتمندترین افراد در سنگاپور هستند.

## نقدها
این فیلم نظرات مثبتی از منتقدان در ستایش از بازی‌ها (به ویژه کنستانس وو و آکوافینا) و طراحی و تولید دریافت کرد. گفته شده در صورت موفقیت این فیلم، هالیوود احتمالاً فیلم‌های بیشتری از این دست تولید خواهد کرد.